# 23747 Rahaelgupta
23747 Rahaelgupta è un asteroide della fascia principale. Scoperto nel 1998, presenta un'orbita caratterizzata da un semiasse maggiore pari a 2,3947348 UA e da un'eccentricità di 0,1896327, inclinata di 3,53838° rispetto all'eclittica.